# Бараганске депортације
Бараганске депортације (рум. Deportările în Bărăgan и  ) са посљедица раскола Тито—Стаљин и резолуцијом Информбироа и захлађењем односа Југославије и Совјетског Савеза, дошло је до почетка најгорег доба у битисању српске националне мањине у Румунији, која је у то време била „сателит“ Совјетског Савеза. Дошло је до великих депортација Срба у Бараганску степу, гушења културног и верског живота. Додатна тешкоћа било је насељавање Румуна из остатка Румуније на напуштена имања одбеглих Немаца и других, па је румунски елемент нагло ојачан у срединама Баната где он дотле било мали или није постојао. После поновног успостављања добросуседских односа 1956. г. положај Срба се поправио, али је и даље био неповољан. Гашење српских школа и културних установа, појава мешовитих бракова између Срба и Румуна, као и „тиха“ асимилација потпомогнута од власти, допринела опадању броја припадника српске националне мањине и њеном старењу. По паду комунистичког режима у Румунији је било упола мање Срба него 50 година пре тога. Бројна насеља са српском већином, посебно око Темишвара, постала су већински румунска. У насељима где су Срби били мањина њихов број је постао симболичан. Утицај дио становништво Баната и Мехединца дуж југословенске границе.
Спровела га је румунска комунистичка владавина 1951-1956. Под притиском Ане Паукер.

## Види jош
- О култу личности и његовим последицама
- Затвор Голи оток